# ليزا دار
ليزا دار (بالإنجليزية: Lisa Darr)‏ هي ممثلة أمريكية، ولدت في 21 أبريل 1963 في شيكاغو في الولايات المتحدة.

## أعمال

### أفلام
- (2009) هانا مونتانا
- (2012) هذا هو سن الأربعين[3]

### مسلسلات
- الساحرة المراهقة سابرينا
- الملفات الغامضة
- ربات بيوت يائسات
- عقول إجرامية
- فلاش فورورد
- هاوس
- ويدز

## وصلات خارجية
- ليزا دار على موقع IMDb (الإنجليزية)
- ليزا دار على موقع ألو سيني (الفرنسية)
- ليزا دار على موقع أول موفي (الإنجليزية)
- ليزا دار على موقع قاعدة بيانات الأفلام السويدية (السويدية)
- ليزا دار على موقع إن إن دي بي (الإنجليزية)
- ليزا دار على موقع قاعدة بيانات الفيلم (الإنجليزية)
- ليزا دار على موقع كينوبويسك (الروسية)